# Рантиси, Абдель Азиз
Абд аль-Азиз ар-Рантиси (араб. عبدالعزيز الرنتيسي‎; 23 октября 1947 — 17 апреля 2004) — преемник шейха Ахмеда Ясина в качестве лидера исламистской вооружённой организации «ХАМАС». Был одним из отрицателей Холокоста.

## Ранние годы
Родился в деревне Ибна, в 1948 г. семья бежала в Сектор Газа. После девяти лет обучения в Александрийском университете в Египте получил диплом по педиатрии и генетике (но никогда не имел практики). После этого Рантиси вернулся в Газу и преподавал в Исламском университете паразитологию и генетику. Был членом «Палестинского красного полумесяца» и членом совета директоров «Исламского комплекса», медицинской фирмы из Газы.
Был женат на Джамиле а-Шанти, избранной в 2006 г. в Палестинский законодательный совет, отец 6 детей.

## После первой интифады
Рантиси был в числе 415 активистов Хамаса и Исламского Джихада, депортированных в южный Ливан в декабре 1992; через год после этого он вернулся в Израиль, задержан и вновь отпущен. Также Рантиси несколько раз сидел в палестинской тюрьме за террористическую деятельность и критику Ясира Арафата. Будучи правой рукой Ясина, Рантиси был одним из главных противников любого перемирия с Израилем или прекращения терактов. Зачастую он определял позицию Хамаса.
Рантиси был ответственным за нападение на КПП «Эрез» 8 июня 2003, в котором были убиты четверо израильских солдат. Через 2 дня его автомобиль был атакован израильским вертолётом, в результате чего погиб телохранитель Рантиси и 1 прохожий, но сам Рантиси выжил.
26 января 2004 Рантиси предложил Израилю 10-летнее перемирие в обмен на признание палестинского государства в границах 1967 г., освобождение всех пленных и возврат беженцев на свои земли. При этом Рантисси подчеркнул, что данную инициативу не следует понимать как готовность ХАМАС признать легитимность существования Государства Израиль и рассматривать временное перемирие в качестве прекращения палестино-израильского конфликта:
- «… на данном этапе осуществить план полного освобождения всей палестинской земли будет тяжело, и потому мы принимаем решение о поэтапной реализации этого плана».

23 марта 2004, после гибели Ясина, Рантиси был провозглашён главой «Хамаса» в Секторе Газа. 27 марта, обращаясь к палестинцам, Рантиси сказал, что «Аллах ведёт войну против Дж. Буша и А. Шарона», и призвал народ к джихаду.
Всем нам суждено умереть. Одним от сердечного приступа, другим от ракеты, выпущенной израильским «Апачи»Абдель-Азиз Рантиси
17 апреля 2004 Рантиси был убит ракетным ударом с израильского вертолёта, кроме него погибли его старший сын и телохранитель.
После ликвидации Рантиси премьер-министр Израиля Ариэль Шарон повторил слова, сказанные им после ликвидации Ясина: «Уничтожение лидеров террористов будет продолжено», а глава политбюро «Хамас» Халед Машаль издал указ не публиковать имена следующих глав «Хамаса», опасаясь за их безопасность..

### Комментарии
1. ↑  ХАМАС признан террористической организацией Европейским союзом, Организацией американских государств и властями Аргентины, Австралии, Великобритании, Израиля, Канады, Новой Зеландии, Парагвая, США и Японии. Его деятельность также запрещена в Иордании и Египте.